# فيلارخوس
فيلارخوس (باليونانية: Φύλαρχoς)‏ هو مؤرخ يوناني عاش في زمن أراتوس زعيم الحلف الأخائي في القرن الثالث قبل الميلاد، واختلفت عدة مصادر في تحديد مكان ميلاده حيث ذكرت أماكن مختلفة مثل أثينا وناوكراتيس وسيكيون. ويظهر أنه ولد في ناوكرتيس وهاجر إلى أثينا. وكتب عن التاريخ في 28 كتابا تغطي الفترة من غزو بيروس الإبيري على البيلوبونيز عام 272 ق م إلى موت الملك الإسبرطي كليومينس الثالث عام 220 ق م بعد هزيمته على يد أنتيغونوس الثالث دوسون. اتهمه بوليبيوس بالتحيز الزائد لكليومينس وعدم الموضوعية اتجاه أراتوس، وشاركه بلوتارخ نفس الرأي، ولكن لم يتردد الأخير في استخدام مصادر فيلارخوس في تراجم أجيس وكليومينس.